# William Stevenson
William Henry Stevenson (1 de junio de 1924 – 26 de noviembre, de 2013) fue un escritor y periodista canadiense nacido en el Reino Unido.
Su libro Un hombre llamado Intrépido, que estuvo entre los más vendidos de 1976, narraba las aventuras de William Stephenson, un personaje real que no tenía relación con el autor de la novela pese a lo parecido del nombre. En 1979 se realizó una miniserie protagonizada por David Niven, basado en este libro. En 1983 Stevenson escribió una secuela de esta novela titulado El último caso de Intrepido.
También es recordado por su libro de relatos infantiles llamado The Bushbabies, publicado en 1965 y basado en su propia vida con su familia en Kenia.  Esta obra fue adaptada dos veces, primero para el cine en Komba, una película de 1969 protagonizando a Margaret Brooks en el papel de Jackie Leeds y a Louis Gossett Jr. como Tembo; después en 1992 The Bushbabies fue adaptada como una serie de anime perteneciente al World Masterpiece Theater de Nippon Animation titulada en España Jackie y su mascota (Sougen no chiisana tenshi busshu beibii).